# ISO 3166-2:DE
Kódy ISO 3166-2 pro Německo identifikují 16 spolkových zemí. První část (DE) je mezinárodní kód pro Německo, druhá část sestává z dvou písmen identifikujících spolkovou zemi.

Mapa Německa s vyznačenými kódy dle ISO 3166-2.

## Seznam kódů
| kód   | země                           |
| ----- | ------------------------------ |
| DE-BB | Braniborsko                    |
| DE-BE | Berlín                         |
| DE-BW | Bádensko-Württembersko         |
| DE-BY | Bavorsko                       |
| DE-HB | Brémy                          |
| DE-HE | Hesensko                       |
| DE-HH | Hamburk                        |
| DE-MV | Meklenbursko-Přední Pomořansko |
| DE-NI | Dolní Sasko                    |
| DE-NW | Severní Porýní-Vestfálsko      |
| DE-RP | Porýní-Falc                    |
| DE-SH | Šlesvicko-Holštýnsko           |
| DE-SL | Sársko                         |
| DE-SN | Sasko                          |
| DE-ST | Sasko-Anhaltsko                |
| DE-TH | Durynsko                       |